# Campeonato Mundial de Pelota Vasca de 1998
El Campeonato del Mundo de Pelota Vasca de 1998 fue la 13.ª edición del Campeonato del Mundo de Pelota Vasca, organizado por la Federación Internacional de Pelota Vasca. El campeonato se celebró por segunda vez en la historia tanto en México DF como en México.

## Desarrollo
El torneo se celebró entre el 15 y el 25 de octubre de 1998. Se contó con la participación de países como España, Argentina, México, Francia, Cuba, Chile, Venezuela, Bélgica, Estados Unidos y Uruguay, entre otros. El ganador final fue la selección de España, que obtenía así su quinto título absoluto de los campeonatos.

## Especialidades
Se disputaron 14 títulos mundiales en las diferentes especialidades, conforme el siguiente desglose en el que se indica el ganador y medallistas de cada una de ellas:
Trinquete, seis títulos:
| Especialidad            | Oro                               | Plata                           | Bronce                           |
| Mano individual         | Francia P. Ocafrain               | México R. Saldaña               | España M. Bringas                |
| Mano parejas            | México Beltran - Pedro Santamaria | Francia O. Larrechea - S. Mayte | España J. Ruiz - Alfonso Sanz    |
| Paleta cuero            | Argentina Algarbe - Rolletelni    | Francia Arenas - Bergerot       | Uruguay Coitiño - Cazzola        |
| Paleta goma (masculina) | Argentina Miro - Pirera           | Uruguay Barreiro - Hernández    | Chile J. Saez - J. Cabello       |
| Paleta goma (femenina)  | España Mendizabal - Maite Ruiz    | Francia Leiza - Seilhan         | Argentina Cimadamore - Schettino |
| Xare                    | España Lopetegi - Larrate         | Francia Olazagasti - Funosas    | Argentina Occhione - Coluccio    |

Frontón 36 metros, cuatro títulos:
| Especialidad    | Oro                                     | Plata                       | Bronce                                |
| Mano individual | España Juantxo Apezetxea                | Francia Sébastien González  | Cuba A. Quesada                       |
| Mano parejas    | España Iker Muruamendiaraz - Patxi Ruiz | Cuba                        | Francia                               |
| Paleta cuero    | España Kiko Casado - Oroz               | Cuba R. González - V. Lujan | Francia I. Arrossagaray - J.M. Bonnet |
| Pala corta      | Cuba R. González - V. Lujan             | España Zabalza - Erburu II  | Francia T. Nasciet - C. Latxague      |

Frontón 30 metros, tres títulos:
| Especialidad          | Oro                                  | Plata                                 | Bronce                            |
| Frontenis (masculino) | México Edgar Salazar - Jaime Salazar | España J. Frías - S. Hawach           | Cuba P. Rojas - J. Pérez Tang     |
| Frontenis (femenino)  | México Miryam Muñoz - Rosa Mª Flores | Argentina M. Ciccareli - E. Iglesias  | Francia C. Rolet - A. Etchelecou  |
| Paleta goma           | Argentina G. Muñoz - M. Franco       | México Edgar Salazar - Homero Hurtado | Cuba J. Fernández - J. Pérez Tang |

Frontón 54 metros, un título:
| Especialidad | Oro                              | Plata                                       | Bronce                          |
| Cesta punta  | Francia L. García - E. Irastorza | México Juan Pablo Valdés - Francisco Valdés | España M. Plaza - A. Mancisidor |

Nota 1: Se señalan únicamente los nombres de los pelotaris que disputaron las finales.

## Medallero
|   | País      | Oro | Plata | Bronce | Total |
| - | --------- | --- | ----- | ------ | ----- |
| 1 | España    | 5   | 2     | 3      | 10    |
| 2 | México    | 3   | 3     | 0      | 6     |
| 3 | Argentina | 3   | 1     | 2      | 6     |
| 4 | Francia   | 2   | 5     | 4      | 11    |
| 5 | Cuba      | 1   | 2     | 3      | 6     |
| 6 | Uruguay   | 0   | 1     | 1      | 2     |
| 7 | Chile     | 0   | 0     | 1      | 1     |

Nota 1: Se contabilizan en primer lugar el total de las medallas de oro, luego las de plata y en último lugar las de bronce.